# Neohylomys hainanensis
Il gimnuro di Hainan  (Neohylomys hainanensis Shaw & Wong, 1959) è un mammifero  della famiglia degli Erinaceidi, endemico della Cina. È l'unica specie del genere Neohylomys.

## Descrizione
Ha larghe orecchie, occhi ben sviluppati e una coda corta e sottile. Il colore della pelliccia può variare nella zona dorsale tra il grigio e il color ruggine, con una lunga striscia nera al centro del dorso, mentre la zona ventrale è grigio pallido o giallina. Orecchie, coda ed estremità delle zampe sono quasi prive di peli.
La lunghezza del corpo, testa inclusa è tra 120 e 147 mm, quella della coda tra 36 e 44 mm. Il peso può variare tra 50 e 70 g.

## Distribuzione e habitat
Il suo areale è ristretto a zone montagnose (anche se è stato osservato all'altitudine di 500 m) della parte centro-occidentale dell'isola di Hainan (Cina). L'habitat è quello della foresta pluviale.

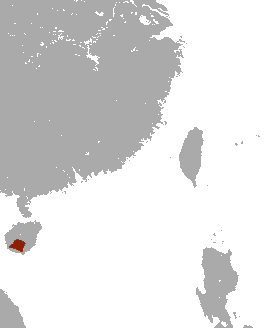
Distribuzione

## Biologia
Le abitudini sono poco conosciute. Si credeva che fosse  una specie sotterranea, ma oggi si pensa che usi tane come rifugio e non per procurarsi il cibo.

## Status e conservazione
La Zoological Society of London, in base a criteri di unicità evolutiva e di esiguità della popolazione, considera Hylomys hainanensis una delle 100 specie di mammiferi a maggiore rischio di estinzione.